# Malab asz-Szurtat as-Sultaniat al-Umania
Malab asz-Szurtat as-Sultaniat al-Umania (arab. ملعب الشرطة السلطانية العمانية) – wielofunkcyjny stadion w Maskacie, stolicy Omanu. Pojemność obiektu wynosi 15 000 widzów. Swoje mecze rozgrywa na nim drużyna Oman SC. Na stadionie rozgrywane były spotkania Pucharu Zatoki Perskiej w roku 1984 i 2009.